# Płonia Wielka

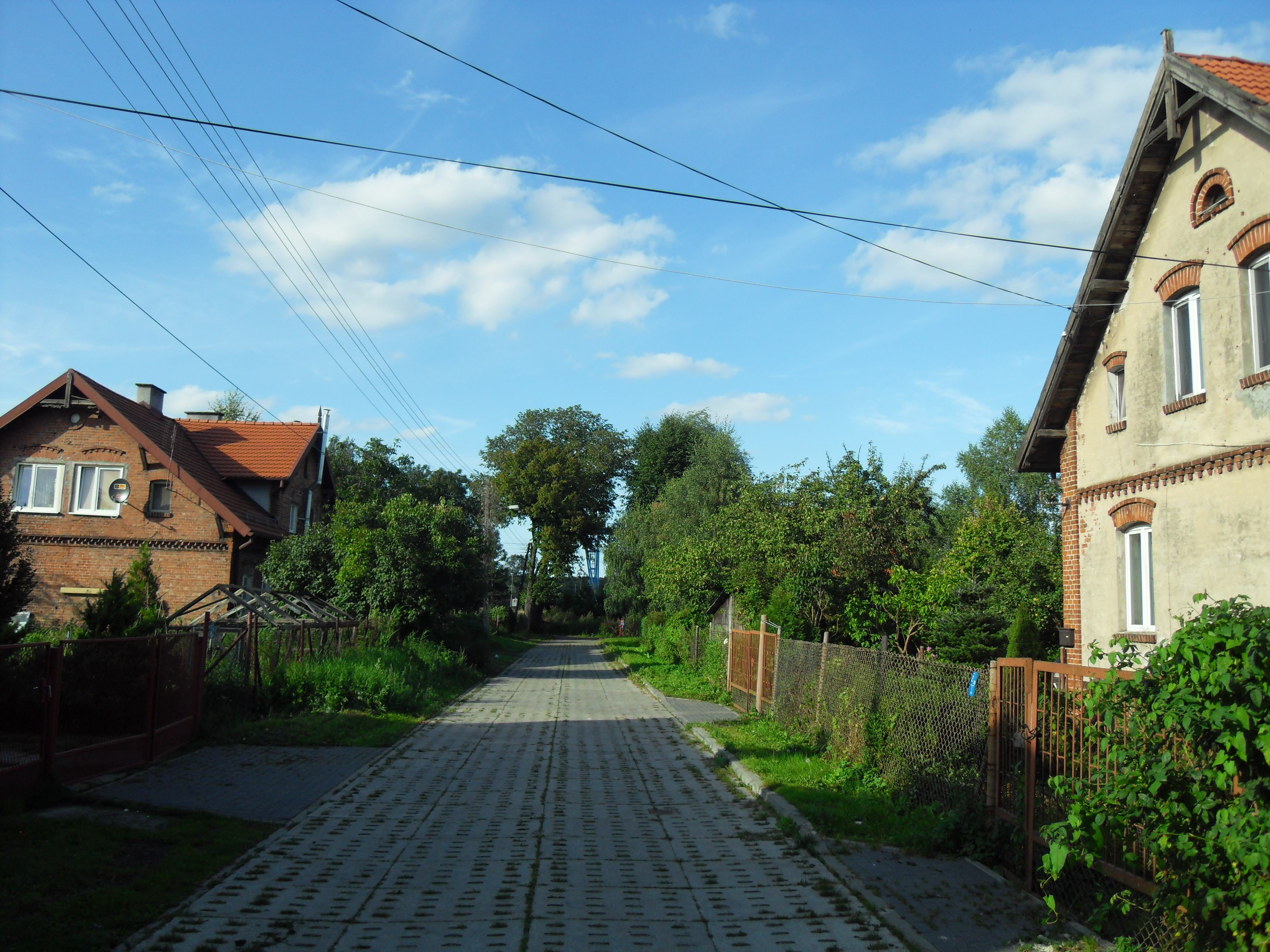
Płonia Wielka

Płonia Wielka (dawniej: Płonina, Pleniewo, niem. Groß Plehnendorf, kaszb. Wiôlgô Płònia) – osiedle (dawna wieś rolnicza) w Gdańsku, w dzielnicy Rudniki, na obszarze Żuław Gdańskich.
Płonia Wielka została włączona w granice administracyjne Gdańska w 1954. Należy do okręgu historycznego Gdańska Niziny.
Obecnie znajduje się tam niewielkie osiedle. Drogi dojazdowe do osiedla prowadzą przez tereny przemysłowe Rafinerii Gdańskiej lub alternatywnie drogą okrężną przez Przejazdowo i Wiślinkę. Spotyka się w publikacjach określenie Stoczni Wisła, położonej w rzeczywistości w sąsiednich Górkach Zachodnich, jako stoczni rzecznej w Pleniewie.

## Położenie
Płonia Wielka położona jest na południowym brzegu Martwej Wisły, na zachód od ramienia ujściowego Wisły Śmiałej. Na północ od Płoni Wielkiej znajdują się Górki Zachodnie, na zachodzie znajduje się Płonia Mała i tereny przemysłowe rafinerii, zaś na południu - Wiślinka i Bogatka. Na wschód od dzielnicy znajduje się, popularna wśród turystów, Wyspa Sobieszewska. Połączenie z centrum miasta umożliwiają autobusy komunikacji miejskiej (linii nr 186).

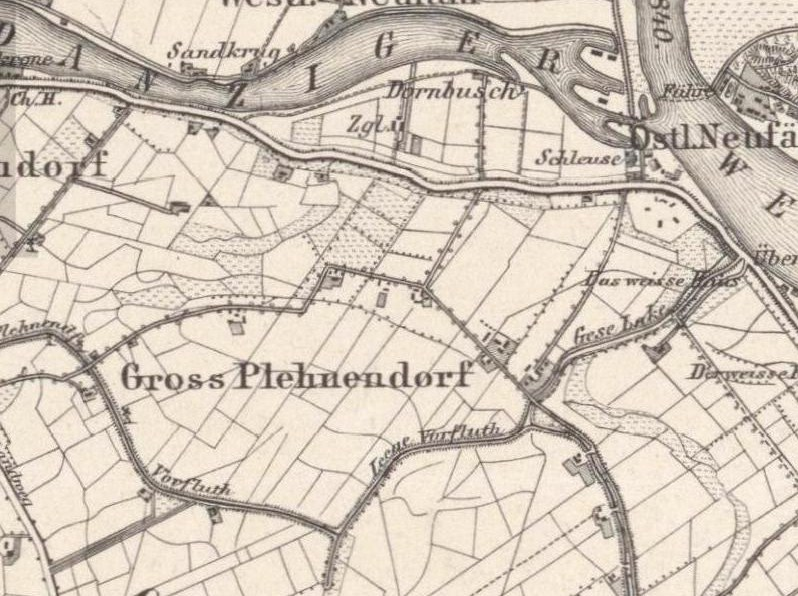
Płonia Wielka na mapie z 1901

## Historia
Płonia Wielka została lokowana w 1454 jako wioska rolnicza. W 1951 uzyskała status wsi sołeckiej, zaś 15 stycznia 1954 została przyłączona do Gdańska.
W Płoni Wielkiej znajdowały się również śluza Pleniewo i fort obronny Górki (niem. Fort Neufähr) w okolicach dzisiejszej przystani rybackiej. Zarówno fort, jak i śluza zostały rozebrane na początku XX wieku (śluza stała się bezużyteczną po wytyczeniu nowego koryta ujściowego Wisły - Przekopu Wisły).
W maju 1925 otwarto przystań hydroplanów.